# STS-94
STS-94 foi uma missão da NASA realizada pelo ônibus espacial Columbia, lançado em 1 de Julho de 1997.

## Tripulação
| Posição                  | Astronauta        |
| ------------------------ | ----------------- |
| Comandante               | James Halsell     |
| Piloto                   | Susan Still       |
| Especialista de missão 1 | Janice Voss       |
| Especialista de missão 2 | Donald Thomas     |
| Especialista de missão 3 | Michael Gernhardt |
| Especialista de missão 4 | Roger Crouch      |
| Especialista de missão 5 | Greg Linteris     |